# أحمد البرعي
الدكتور أحمد حسن البرعي (29 أكتوبر 1944، بورسعيد) نائب رئيس حزب الدستور، والأمين العام لجبهة الإنقاذ الوطني. وزير القوى العاملة والهجرة في حكومة عصام شرف ثم في حكومة حازم الببلاوي (منذ 16-7-2013). أستاذ القانون ورئيس قسم التشريعات الاجتماعية بكلية حقوق القاهرة. وخبير استشاري بمنظمة العمل الدولية ومنظمة العمل العربية.
حصل على ليسانس الحقوق من كلية الحقوق جامعة القاهرة، ثم على الماجستير من نفس الكلية. ثم حصل على دكتوراه الدولة في العلوم القانونية من جامعة رين بفرنسا.
وهو رئيس لجنة الصياغة التي شاركت في إعداد قانون العمل رقم 12 لسنة 2003، وهو صاحب دعاوى إطلاق الحريات النقابية مصر. كان البرعي مستشاراً «متطوعا» لدار الخدمات النقابية والعمالية في حملتها من أجل إطار تشريعي جديد للنقابات في مصر، وهو الاسم الذي رشحته الدار وممثلو الاتحاد المستقل والقيادات العمالية لتولي هذه الوزارة.
وكان البرعى قد نجح خلال فترة توليه للوزارة في إخراج مصر من القائمة السوداء لمنظمة العمل الدولية، وذلك عقب مجئ أكبر رأس في منظمة العمل الدولية «خوان سومافيا» رئيس المنظمة في 2011 للقاهرة لإعلان إطلاق الحريات النقابية لمصر.
كما نجح البرعى في حسم ملف الحوالات الصفراء وعودة 408 ملايين دولار من العراق لمستحقيها بعد انتظار دائم لأكثر من 20 عاما، بالإضافة لفتح الباب أمام العمال لإنشاء نقاباتهم المستقلة بحرية تامة.

## الهامش
1. ↑  "أ.د. أحمد البرعي – El Borai". مؤرشف من الأصل في 2024-01-10. اطلع عليه بتاريخ 2024-01-10.